# Diego Ulissi
Diego Ulissi (Cecina, 15 de julio de 1989) es un ciclista italiano. Pasó a profesional con el equipo italiano Lampre-Merida en 2010, con el que permaneció hasta 2024 bajo la denominación de UAE Team Emirates, y desde 2025 compite con el XDS Astana Team.

## Biografía
Fue un gran ciclista júnior como lo demuestran la consecución de varias carreras en su categoría y sobre todo que fue campeón del mundo Júnior en 2006 y 2007. Su victoria más importante ha sido una etapa del Giro de Italia 2011 (por descalificación de Giovanni Visconti).
En 2013 consiguió ganar una etapa en el Tour de Polonia, en una llegada a Madonna di Campiglio.
El 25 de junio de 2014 dio positivo por una cantidad anormal de salbutamol en un control de la UCI en la undécima etapa del Giro de Italia, donde ganó dos etapas, y de acuerdo con el código de salud interno del equipo Lampre, fue suspendido provisionalmente solicitando el contraanálisis.
En diciembre de 2020 anunció que dejaba de competir de manera temporal al habérsele detectado una miocarditis.

## Palmarés
| 2010 - G. P. Industria y Comercio de Prato 2011 - 1 etapa del Giro de Italia - Tour de Eslovenia, más 1 etapa 2012 - 2 etapas de la Semana Coppi y Bartali - Gran Premio Industria y Commercio Artigianato Carnaghese 2013 - Settimana Coppi e Bartali, más 1 etapa - 1 etapa del Tour de Polonia - Milán-Turín - Coppa Sabatini - Giro de Emilia 2014 - 1 etapa del Tour Down Under - Gran Premio Ciudad de Camaiore - 2 etapas del Giro de Italia 2015 - 1 etapa del Giro de Italia - 3.º en el Campeonato de Italia en Ruta - Memorial Marco Pantani 2016 - 2 etapas del Giro de Italia - 1 etapa del Tour de Eslovenia - Circuito de Guecho - Tour de la República Checa, más 1 etapa 2017 - Gran Premio Costa de los Etruscos - 2.º en el Campeonato de Italia en Ruta - Gran Premio de Montreal - Tour de Turquía, más 1 etapa | 2018 - 1 etapa de la Vuelta a Suiza 2019 - Gran Premio de Lugano - Tour de Eslovenia, más 1 etapa - Tokyo 2020 Test Event 2020 - Tour de Luxemburgo, más 2 etapas - 2 etapas del Giro de Italia 2021 - 1 etapa del Tour de Eslovenia - Semana Ciclista Italiana, más 2 etapas 2022 - Gran Premio Industria y Artigianato-Larciano - 1 etapa del Tour de Limousin 2023 - 1 etapa del Tour de Omán 2024 - 1 etapa de la Settimana Coppi e Bartali - Vuelta a Austria, más 1 etapa 2025 - Giro de los Apeninos |

## Resultados en Grandes Vueltas y Campeonatos del Mundo
| Carrera         | Carrera         | 2010 | 2011 | 2012 | 2013 | 2014 | 2015  | 2016 | 2017 | 2018 | 2019 | 2020 | 2021 | 2022 | 2023 | 2024 | 2025 |
| --------------- | --------------- | ---- | ---- | ---- | ---- | ---- | ----- | ---- | ---- | ---- | ---- | ---- | ---- | ---- | ---- | ---- | ---- |
|                 | Giro de Italia  | —    | 41.º | 21.º | —    | Ab.  | 64.º  | 21.º | —    | 28.º | 42.º | 38.º | 17.º | 37.º | 28.º | —    | 21.º |
|                 | Tour de Francia | —    | —    | —    | —    | —    | —     | —    | 39.º | —    | —    | —    | —    | —    | —    | —    | —    |
|                 | Vuelta a España | —    | —    | —    | 32.º | —    | —     | —    | —    | —    | —    | —    | —    | —    | —    | —    | —    |
| Mundial en Ruta | Mundial en Ruta | —    | —    | 85.º | Ab.  | —    | 102.º | —    | 38.º | —    | Ab.  | 47.º | 24.º | —    | —    | 48.º | —    |

—: no participa

Ab.: abandono

## Equipos
- Lampre/UAE (2010-2024)
  - Lampre-Farnese Vini (2010)
  - Lampre-ISD (2011-2012)
  - Lampre-Merida (2013-2016)
  - UAE Team Emirates (2017-2024)
- XDS Astana Team (2025-)